# デカルト主義
デカルト主義（デカルトしゅぎ、英: Cartesianism）とは、ルネ・デカルトによる哲学的教説（もしくはそれに連なる学派）を指す言葉である。デカルトはしばしば、理性の使用こそが自然科学の発展に繋がると強調した最初の思想家であると考えられている。彼にとって、哲学とはあらゆる知識を具現化する思考体系であり、それを自らの著書において表現したのである。
デカルト主義者は精神と身体は全く別の存在であると考える。そして、感覚と知覚は虚偽や幻覚の源泉であり、確かな真理は形而上学的な存在である精神の内部でのみ得られるとされる。精神は身体と相互に作用することができるが、身体の中にあるわけでもなければ、身体と同じ次元に存在するわけでもない。
一般的に、デカルト主義は世界を次の3つの存在領域に分類するとされている。
- 身体（物質）
- 精神
- 神

## 認識論
デカルトは、信頼できる知識をいかにして得るかという認識論的問いを哲学的探究の前面に押し出した。そして多くの人は、これこそがデカルトが哲学史に与えた最も大きな影響だとしている。
デカルト主義は合理主義の一種であり、科学的知識は演繹的推論によって「アプリオリな考え」から先験的に導き出されると考えるからである。したがってデカルト主義は、アリストテレス主義や、感覚的経験を世界のあらゆる知識の源泉とする経験主義に対立するものである。
すなわちデカルトは、演繹的な理性は神から与えられたものであり、神が我々を欺くはずがないのだから、信頼に値すると主張する。

## 地理的な分布
デカルトが長く住んだオランダでは、デカルト主義は大学教授・講師の間で広く支持された教説であった。ドイツでは、この教説の影響力はあまり振るわず、ドイツ語圏の国境付近に住むデカルト主義者たち（例えば、東フリジアの医療数学者イヴォ・ハウケスなど）は自分の著作を地元ではなくオランダで出版することが多かった。フランスでは非常に広い支持を集め、アントワーヌ・アルノーをはじめとするジャンセニストたちの間で影響力を持ったが、イタリアでのように教会の弾圧を受けることもあった。イタリアではデカルト主義が発展することはなかったが、それは恐らくデカルトの著作が1663年に禁書目録に含められたからである。
イギリスでは、宗教その他の理由により、デカルト主義はあまり広範に受け入れられなかった。ヘンリー・ムーアは当初この思想に魅了されたが、国の方針を反映してかデカルトへの態度は徐々に変わっていった。「いち早く受容したが、真剣な検討により疑念が膨れ上がり、最終的に拒絶した」。

## 著名なデカルト主義者
- アントワーヌ・アルノー[7]
- バルタザール・ベッカー[7]
- トマゾ・カンパイラ[9]
- ヨハネス・クラウベルク[7][10]
- ミケランジェロ・ファルデラ[7]
- アントワーヌ・ルグラン[7]
- アドリアン・ヘーレボールト[7]
- ニコラ・マルブランシュ
- フランソワ・プーラン ド・ラ・バール
- エドモン・プルショ
- ピエール＝シルヴァン・レジス[7]
- ヘンリクス・レギウス[7]
- ジャック・ロホー[7]
- クリストファー・ヴィティヒ（クリストフ・ウィティキウス）[7]